# Xã Hollis, Quận Peoria, Illinois
Xã Hollis (tiếng Anh: Hollis Township) là một xã thuộc quận Peoria, tiểu bang Illinois, Hoa Kỳ. Năm 2010, dân số của xã này là 1.881 người.